# Cryoturris fargoi
Cryoturris fargoi is een slakkensoort uit de familie van de Mangeliidae. De wetenschappelijke naam van de soort is voor het eerst geldig gepubliceerd in 1955 door McGinty.